# Élections cantonales de 2011 à Mayotte
Les élections cantonales ont eu lieu les 20 et 27 mars 2011.

## Contexte départemental

### Assemblée départementale sortante
Avant les élections, le conseil général de Mayotte est présidé par Ahmed Attoumani Douchina (UMP). Il comprend 19 conseillers généraux issus des 19 cantons de Mayotte ; 9 d'entre eux sont renouvelables lors de ces élections ainsi que le canton de Sada, à la suite de l'invalidation de l'élection par le Conseil constitutionnel.
| Parti                             | Sigle | Élus |
| --------------------------------- | ----- | ---- |
| Majorité (12 sièges)              |       |      |
| Union pour un mouvement populaire | UMP   | 7    |
| Divers droite                     | DVD   | 3    |
| Nouveau centre                    | NC    | 2    |
| Opposition (8 sièges)             |       |      |
| Sans étiquette                    | SE    | 5    |
| Nouvel élan pour Mayotte          | NEMA  | 2    |
| Parti socialiste                  | PS    | 1    |
| Président du conseil général      |       |      |
| Ahmed Attoumani Douchina (UMP)    |       |      |

## Résultats à l'échelle du département

### Résultats en nombre de sièges
| Parti | Sièges mis en jeu | Élus | Évolution |
| ----- | ----------------- | ---- | --------- |
| UMP   | 5                 | 3    | -2        |
| NC    | 2                 | 0    | -2        |
| MoDem | 1                 | 0    | -1        |
| PS    | 1                 | 2    | +1        |
| SE    | 1                 | 3    | +2        |
| DVG   | 0                 | 2    | +2        |

### Assemblée départementale à l'issue des élections
| Parti                                | Sigle | Sigle | Élus |
| ------------------------------------ | ----- | ----- | ---- |
| Majorité (10 sièges)                 |       |       |      |
| Divers gauche                        |       | DVG   | 5    |
| Parti socialiste                     |       | PS    | 3    |
| Nouvel élan pour Mayotte             |       | NEMA  | 2    |
| Opposition (9 sièges)                |       |       |      |
| Union pour un mouvement populaire    |       | UMP   | 5    |
| Union des démocrates et indépendants |       | UDI   | 4    |
| Président du conseil général         |       |       |      |
| Daniel Zaïdani (DVG)                 |       |       |      |

## Résultats par canton

### Canton de Bandraboua
| Candidat       | Candidat          | Étiquette      | Premier tour | Premier tour | Second tour | Second tour |
| Candidat       | Candidat          | Étiquette      | Voix         | %            | Voix        | %           |
| -------------- | ----------------- | -------------- | ------------ | ------------ | ----------- | ----------- |
|                | Issihaka Abdillah | PS             | 1 123        | 42,46        | 1 442       | 51,63       |
|                | M'Hamadi Abdou*   | NC             | 904          | 34,18        | 1 351       | 48,37       |
|                | Moussa Soulaimana | UMP            | 332          | 12,55        |             |             |
|                | Nizary Ali        | SE             | 205          | 7,75         |             |             |
|                | Rahania Madi      | SE             | 81           | 3,06         |             |             |
|                |                   |                |              |              |             |             |
| Inscrits       | Inscrits          | Inscrits       | 3 875        | 100,00       | 3 729       | 100,00      |
| Abstentions    | Abstentions       | Abstentions    | 1 181        | 30,48        | 879         | 23,57       |
| Votants        | Votants           | Votants        | 2 694        | 69,52        | 2 850       | 76,43       |
| Blancs et nuls | Blancs et nuls    | Blancs et nuls | 49           | 1,82         | 57          | 2,00        |
| Exprimés       | Exprimés          | Exprimés       | 2 645        | 98,18        | 2 793       | 98,00       |

*sortant

### Canton de Bandrélé
| Candidat       | Candidat             | Étiquette      | Premier tour | Premier tour | Second tour | Second tour |
| Candidat       | Candidat             | Étiquette      | Voix         | %            | Voix        | %           |
| -------------- | -------------------- | -------------- | ------------ | ------------ | ----------- | ----------- |
|                | Mustoihi Mari*       | MoDem          | 653          | 29,00        | 804         | 34,10       |
|                | Camille Abdullahi    | UMP            | 606          | 26,91        | 1 064       | 45,12       |
|                | Ismaël Tarime        | SE             | 432          | 19,18        | 490         | 20,78       |
|                | Toiliha Darcaoui     | DVD            | 187          | 8,30         |             |             |
|                | Djoumoi Bourahima    | DVD            | 177          | 7,86         |             |             |
|                | Indaroussi Tadjidini | NC             | 107          | 4,75         |             |             |
|                | Saindou Hassani Gue  | DVG            | 70           | 3,11         |             |             |
|                | Dhoiffir Bacar       | SE             | 20           | 0,89         |             |             |
|                |                      |                |              |              |             |             |
| Inscrits       | Inscrits             | Inscrits       | 3 639        | 100,00       | 3 639       | 100,00      |
| Abstentions    | Abstentions          | Abstentions    | 1 351        | 37,13        | 1 246       | 34,24       |
| Votants        | Votants              | Votants        | 2 288        | 62,87        | 2 393       | 65,76       |
| Blancs et nuls | Blancs et nuls       | Blancs et nuls | 36           | 1,57         | 35          | 1,46        |
| Exprimés       | Exprimés             | Exprimés       | 2 252        | 98,43        | 2 358       | 98,54       |

*sortant

### Canton de Chiconi
| Candidat       | Candidat                     | Étiquette      | Premier tour | Premier tour | Second tour | Second tour |
| Candidat       | Candidat                     | Étiquette      | Voix         | %            | Voix        | %           |
| -------------- | ---------------------------- | -------------- | ------------ | ------------ | ----------- | ----------- |
|                | Saïd Salime                  | SE             | 965          | 37,12        | 1 478       | 53,49       |
|                | Abdou Madi Ali               | UMP            | 905          | 34,81        | 1 285       | 46,51       |
|                | Ishaka Ibrahim*              | SE             | 309          | 11,88        |             |             |
|                | Mouhamadi-Zoubert Assani Ali | NC             | 247          | 9,50         |             |             |
|                | Mikidache Daniel             | SE             | 174          | 6,69         |             |             |
|                |                              |                |              |              |             |             |
| Inscrits       | Inscrits                     | Inscrits       | 3 908        | 100,00       | 3 907       | 100,00      |
| Abstentions    | Abstentions                  | Abstentions    | 1 179        | 30,17        | 1 055       | 27,00       |
| Votants        | Votants                      | Votants        | 2 729        | 69,83        | 2 852       | 73,00       |
| Blancs et nuls | Blancs et nuls               | Blancs et nuls | 129          | 4,73         | 89          | 3,12        |
| Exprimés       | Exprimés                     | Exprimés       | 2 600        | 95,27        | 2 763       | 96,88       |

*sortant

### Canton de Chirongui
| Candidat       | Candidat           | Étiquette      | Premier tour | Premier tour | Second tour | Second tour |
| Candidat       | Candidat           | Étiquette      | Voix         | %            | Voix        | %           |
| -------------- | ------------------ | -------------- | ------------ | ------------ | ----------- | ----------- |
|                | Ali Moussa         | DVG            | 872          | 37,90        | 1 170       | 45,14       |
|                | Rahmatou Younoussa | UMP            | 828          | 35,98        | 1 080       | 41,67       |
|                | Elhadje Ahmedomar  | SE             | 402          | 17,47        | 342         | 13,19       |
|                | Ali Halifa*        | SE             | 118          | 5,13         |             |             |
|                | Dhoifir Ahmedomar  | DVD            | 81           | 3,52         |             |             |
|                |                    |                |              |              |             |             |
| Inscrits       | Inscrits           | Inscrits       | 3 757        | 100,00       | 3 757       | 100,00      |
| Abstentions    | Abstentions        | Abstentions    | 1 364        | 36,31        | 1 129       | 30,05       |
| Votants        | Votants            | Votants        | 2 393        | 63,69        | 2 628       | 69,95       |
| Blancs et nuls | Blancs et nuls     | Blancs et nuls | 92           | 3,84         | 36          | 1,37        |
| Exprimés       | Exprimés           | Exprimés       | 2 301        | 96,16        | 2 592       | 98,63       |

*sortant

### Canton de Kani-Kéli
| Candidat       | Candidat                  | Étiquette      | Premier tour | Premier tour | Second tour | Second tour |
| Candidat       | Candidat                  | Étiquette      | Voix         | %            | Voix        | %           |
| -------------- | ------------------------- | -------------- | ------------ | ------------ | ----------- | ----------- |
|                | Ahmed Attoumani Douchina* | UMP            | 959          | 43,59        | 1 242       | 57,77       |
|                | Abdourahamane Ravoay      | SE             | 428          | 19,45        | 550         | 25,58       |
|                | Abdou Ahmed               | SE             | 384          | 17,45        | 358         | 16,65       |
|                | Abdou Rachadi             | DVG            | 253          | 11,50        |             |             |
|                | Marthadi Ali              | DVG            | 105          | 4,77         |             |             |
|                | Issouf Said               | NC             | 71           | 3,23         |             |             |
|                |                           |                |              |              |             |             |
| Inscrits       | Inscrits                  | Inscrits       | 3 570        | 100,00       | 3 425       | 100,00      |
| Abstentions    | Abstentions               | Abstentions    | 1 327        | 37,17        | 1 229       | 35,88       |
| Votants        | Votants                   | Votants        | 2 243        | 62,83        | 2 196       | 64,12       |
| Blancs et nuls | Blancs et nuls            | Blancs et nuls | 43           | 1,92         | 46          | 2,09        |
| Exprimés       | Exprimés                  | Exprimés       | 2 200        | 98,08        | 2 150       | 97,91       |

*sortant

### Canton de Koungou
| Candidat       | Candidat             | Étiquette      | Premier tour | Premier tour | Second tour | Second tour |
| Candidat       | Candidat             | Étiquette      | Voix         | %            | Voix        | %           |
| -------------- | -------------------- | -------------- | ------------ | ------------ | ----------- | ----------- |
|                | Saïd Ahamadi         | DVG            | 718          | 34,96        | 916         | 41,09       |
|                | Amidou Hamidou Salim | UMP            | 597          | 29,07        | 824         | 36,97       |
|                | Maamboudi Said Ali   | SE             | 491          | 23,90        | 489         | 21,94       |
|                | Ali Alimdine         | DVD            | 166          | 8,08         |             |             |
|                | Saindou Bacar        | DVD            | 82           | 3,99         |             |             |
|                |                      |                |              |              |             |             |
| Inscrits       | Inscrits             | Inscrits       | 4 495        | 100,00       | 4 516       | 100,00      |
| Abstentions    | Abstentions          | Abstentions    | 2 382        | 52,99        | 2 240       | 49,60       |
| Votants        | Votants              | Votants        | 2 113        | 47,01        | 2 276       | 50,40       |
| Blancs et nuls | Blancs et nuls       | Blancs et nuls | 59           | 2,79         | 47          | 2,07        |
| Exprimés       | Exprimés             | Exprimés       | 2 054        | 97,21        | 2 229       | 97,93       |

### Canton de M'tsangamouji
| Candidat       | Candidat               | Étiquette      | Premier tour | Premier tour | Second tour | Second tour |
| Candidat       | Candidat               | Étiquette      | Voix         | %            | Voix        | %           |
| -------------- | ---------------------- | -------------- | ------------ | ------------ | ----------- | ----------- |
|                | Ben Issa Ousseni       | UMP            | 825          | 32,67        | 1 373       | 52,46       |
|                | Soilihi Madi-Rachidi   | DVD            | 742          | 29,39        | 1 244       | 47,54       |
|                | Kamardine Madi Soilihi | SE             | 297          | 11,76        |             |             |
|                | M'Dzadze Moilim        | SE             | 209          | 8,28         |             |             |
|                | Attoumani Mari         | SE             | 165          | 6,53         |             |             |
|                | Mohamed Assani         | MoDem          | 162          | 6,42         |             |             |
|                | Saindou Boinali        | SE             | 125          | 4,95         |             |             |
|                |                        |                |              |              |             |             |
| Inscrits       | Inscrits               | Inscrits       | 4 267        | 100,00       | 4 091       | 100,00      |
| Abstentions    | Abstentions            | Abstentions    | 1 696        | 39,75        | 1 398       | 34,17       |
| Votants        | Votants                | Votants        | 2 571        | 60,25        | 2 693       | 65,83       |
| Blancs et nuls | Blancs et nuls         | Blancs et nuls | 46           | 1,79         | 76          | 2,82        |
| Exprimés       | Exprimés               | Exprimés       | 2 525        | 98,21        | 2 617       | 97,18       |

### Canton de Ouangani
| Candidat       | Candidat          | Étiquette      | Premier tour | Premier tour | Second tour | Second tour |
| Candidat       | Candidat          | Étiquette      | Voix         | %            | Voix        | %           |
| -------------- | ----------------- | -------------- | ------------ | ------------ | ----------- | ----------- |
|                | Hadadi Andjilani* | UMP            | 891          | 45,65        | 1 012       | 48,37       |
|                | Rastami Abdou     | SE             | 886          | 45,39        | 1 080       | 51,63       |
|                | Thaoubani Ayouba  | NC             | 129          | 6,61         |             |             |
|                | Ahamed Ali        | NC             | 46           | 2,36         |             |             |
|                |                   |                |              |              |             |             |
| Inscrits       | Inscrits          | Inscrits       | 3 412        | 100,00       | 3 415       | 100,00      |
| Abstentions    | Abstentions       | Abstentions    | 1 420        | 41,62        | 1 286       | 37,66       |
| Votants        | Votants           | Votants        | 1 992        | 58,38        | 2 129       | 62,34       |
| Blancs et nuls | Blancs et nuls    | Blancs et nuls | 40           | 2,01         | 37          | 1,74        |
| Exprimés       | Exprimés          | Exprimés       | 1 952        | 97,99        | 2 092       | 98,26       |

*sortant

### Canton de Pamandzi
| Candidat       | Candidat           | Étiquette      | Premier tour | Premier tour | Second tour | Second tour |
| Candidat       | Candidat           | Étiquette      | Voix         | %            | Voix        | %           |
| -------------- | ------------------ | -------------- | ------------ | ------------ | ----------- | ----------- |
|                | Daniel Zaïdani     | SE             | 558          | 32,27        | 953         | 50,11       |
|                | Ousseni Maandhui   | DVD            | 472          | 27,30        | 949         | 49,89       |
|                | Ansoir Abdou       | MoDem          | 356          | 20,59        |             |             |
|                | Fadul Ahmed Fadul* | UMP            | 343          | 19,84        |             |             |
|                |                    |                |              |              |             |             |
| Inscrits       | Inscrits           | Inscrits       | 3 566        | 100,00       | 3 567       | 100,00      |
| Abstentions    | Abstentions        | Abstentions    | 1 788        | 50,14        | 1 621       | 45,44       |
| Votants        | Votants            | Votants        | 1 778        | 49,86        | 1 946       | 54,56       |
| Blancs et nuls | Blancs et nuls     | Blancs et nuls | 49           | 2,76         | 44          | 2,26        |
| Exprimés       | Exprimés           | Exprimés       | 1 729        | 97,27        | 1 902       | 97,74       |

*sortant

### Canton de Sada
| Candidat       | Candidat           | Étiquette      | Premier tour | Premier tour |
| Candidat       | Candidat           | Étiquette      | Voix         | %            |
| -------------- | ------------------ | -------------- | ------------ | ------------ |
|                | Ibrahim Aboubacar* | PS             | 1 512        | 50,76        |
|                | Soufou Ali         | UMP            | 1 467        | 49,24        |
|                |                    |                |              |              |
| Inscrits       | Inscrits           | Inscrits       | 4 696        | 100,00       |
| Abstentions    | Abstentions        | Abstentions    | 1 666        | 35,48        |
| Votants        | Votants            | Votants        | 3 030        | 64,52        |
| Blancs et nuls | Blancs et nuls     | Blancs et nuls | 51           | 1,68         |
| Exprimés       | Exprimés           | Exprimés       | 2 979        | 98,32        |

*sortant